# Pfarrkirche Maria Himmelfahrt (Schwaz)

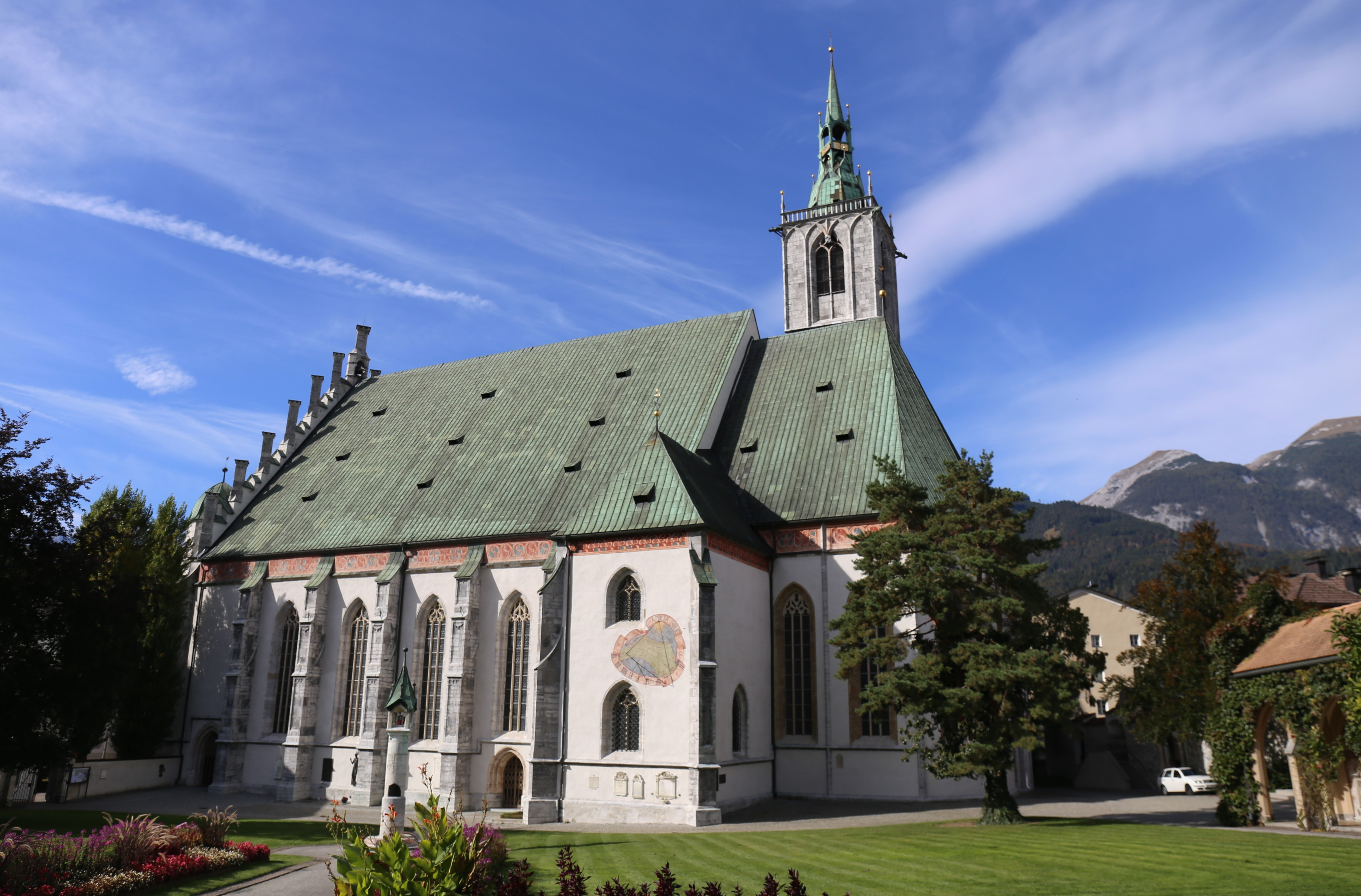
Ansicht der Kirche von Südosten

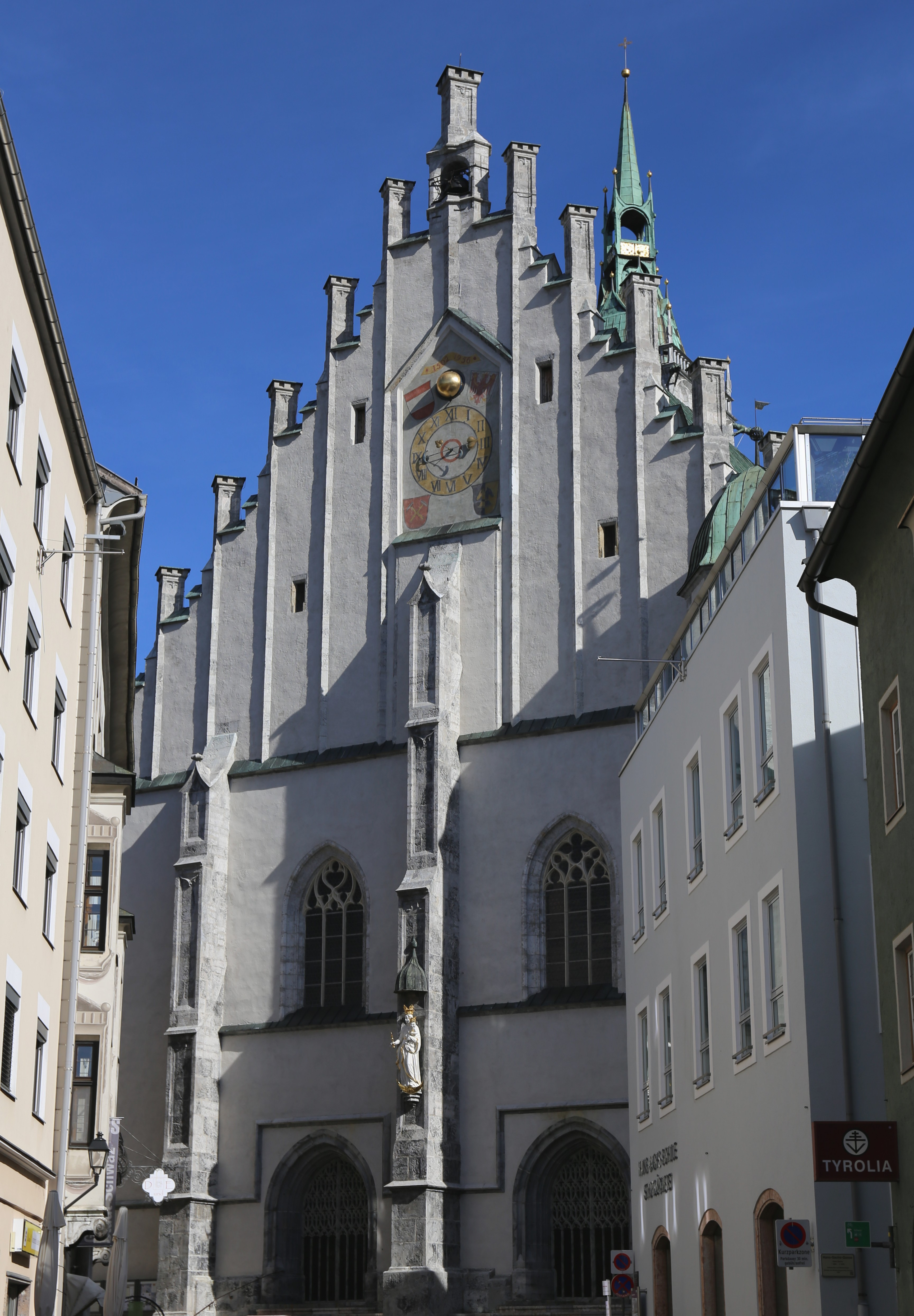
Ansicht der Westfassade von der Franz-Josef-Straße

Die römisch-katholische Pfarrkirche Schwaz mit dem Patrozinium Unsere Liebe Frau Mariä Himmelfahrt steht mitten im geschlossen verbauten Ort der Bezirkshauptstadt Schwaz im Bundesland Tirol. Die Pfarrkirche gehört zum Dekanat Schwaz der Diözese Innsbruck. Die Kirche ist einer der bedeutendsten sakralen gotischen Bauten in Tirol und eine der wenigen vierschiffigen Kirchen in Europa, sie steht unter Denkmalschutz (Listeneintrag).

## Geschichte
Die Kirche wurde 1337 urkundlich als Liebfrauenkirchen genannt. 1442 wurde ein Kaplan genannt. Bereits um 1460 war die Liebfrauenkirche zu klein für die damals über 3000 Einwohner große Gemeinde. Auch eine vormalige Vergrößerung, die laut Bergchronik 1429 vorgenommen wurde, stellte sich als unzureichend heraus. Die Grundsteinlegung 1460 zog einen großen Bauaufwand nach sich. Eine vorgezogene Weihe im Rohbau gab es bereits am 6. März 1465.
Die erste Kirchenbau wurde 1429 nach ihrem ersten Brand restauriert, erweitert und 1432 geweiht. Der zweite Kirchenbau wurde von 1460 bis 1478 am Platz der Vorgängerkirche als Hallenkirche mit einem vierjochigen, dreischiffigen Langhaus erbaut. Der Chor war stark eingezogen und hatte drei Joche. Der Nordturm befindet sich zwischen Langhaus und Chor. Hans Mitterndorfer und sein Sohn Gilg vollendeten die Kirche im Jahr 1478. Die Mauer des Nordchors und die Nordmauern des Langhauses sind bis heute im Original erhalten.
Die dritte Kirchenbauphase begann 1490. Das starke Bevölkerungswachstum, bedingt durch Zuzug aufgrund des Silberbergwerks Schwaz, machte eine größere Kirche notwendig. Die Pläne für diese Erweiterung stammen vom Münchner Baumeister und Bildhauer Erasmus Grasser, die Bauaufsicht führte Christof Raichartiger. Eine Hallenkirche mit zwei Hauptschiffen, zwei Seitenschiffen und zwei Chören entstand. Das Langhaus wurde von vier auf sechs Joche verlängert und die Westfassade wurde repräsentativ gestaltet. Sie stützen fünf Strebepfeiler bis etwa zur halben Höhe, welche in Lisenen übergehen. Der Giebel schließt mit dreizehn kleinen Türmen, welche Christus und die Apostel symbolisieren. Die Marktuhr mit Firmament und Mondphase wird von einem Gesims umrahmt. Das Ziffernblatt der Uhr wird von vier Wappen umgeben. Die Wappen sind von links oben nach rechts unten jene Österreichs, Tirols, Schwaz’ und der Gewerkenfamilie Tänzl. Es gibt zwei Hauptportale mit geometrischem Astwerk und vier Löwengriffen, diese sind Nürnberger Bronzegusswerke aus 1512. Der Mittelpfeiler trägt eine überlebensgroße Statue von Maria mit dem Kind. Als Inspiration für die Westfassade diente Erasmus Grasser das Alte Münchener Rathaus.
Von 1503 bis 1518 wurde vom Zimmermeister Thomas Schweinebacher ein Dachstuhl mit fünf Geschoßen aufgesetzt. Währenddessen, von 1505 bis 1508, kam die Sakristei hinzu, außerdem erfolge von 1509 bis 1513 ein Ausbau des Nordturmes nach den Plänen des Ausburger Turmbaumeisters Burkhart Engelbert. Diese wurden von Jakob Zwitzel und Konrad Vogel umgesetzt, letzterer war auch für den Bau der Westempore (1515 bis 1520) verantwortlich.
Am Freitag, 28. April 2023, zwischen 12 und 17.30 Uhr erlitt die Kirche eine Beschädigung. Am Steinboden vor dem Altar wurde ein Pentagramm mit blauer Farbe gesprüht, mehrfach die Zahl 6 auch auf den Türgläsern eines Beichtstuhls. Der Inhalt wird als satanistisch eingeschätzt.

## Architektur
Kirchenäußeres
Die westliche Giebelfront des Langhauses zeigt fünf Strebepfeiler an den Ecken übereck, zwei gekehlte Portale zu den zwei Mittelschiffen, zwei Maßwerkfenster, der Giebel ist mit 13 Lisenen und Zinnen gegliedert. Mittig in der Westfront befindet sich die 1502 errichtete Marktuhr, sie erhielt 1582 ein neues Uhrwerk von Wilhelm Götz. Die Statue der Mondsichelmadonna im Patrona-Bavariae-Typus am Mittelpfeiler wurde um 1650 von Michael Gasser geschaffen. Am rechten Ende der Westfront ist ein Treppenturm aus 1534 zur Empore angebaut, er trägt eine Kupferhaube. Die Langhauslängswände zeigen gestufte Strebepfeiler, ein Fenstergesims und ein gemaltes Dachfries. Die zwei Chöre zeigen die gleiche Fassadengliederung, nur die Strebepfeiler sind hier dreikantige Lisenen. Der südliche Sakristeianbau am Übergang Langhaus zum Chor hat zwei übereck gestellte Strebepfeiler. In der nördlichen Chorecke zum Langhaus steht der massive viergeschoßige Nordturm, die Gliederung des Glockengeschoßes zeigt sich durch spitzbogige Blendlisenen und Schallfenster mit Maßwerk; darüber befindet sich eine Balustrade mit Eckfialen; der Turm trägt einen achtseitigen Helm mit Spitztürmchen.
Das Kirchendach ist mit 15.000 Kupferplatten bedeckt. Im Dachstuhl sind bis heute zwei große Treträder zu sehen, die sich seit 1518 erhalten haben. Heute stellt die Kirche im Prinzip den Vergrößerungsbau von 1490 dar. Das Langhaus teilt sich in zwei Hauptschiffe und zwei Nebenschiffe: nördlich die Bürgersschiffe mit Chor, südlich die Schiffe und der Chor der Bergwerksverwandten (Knappenschiffe).
Kirchenschiffe

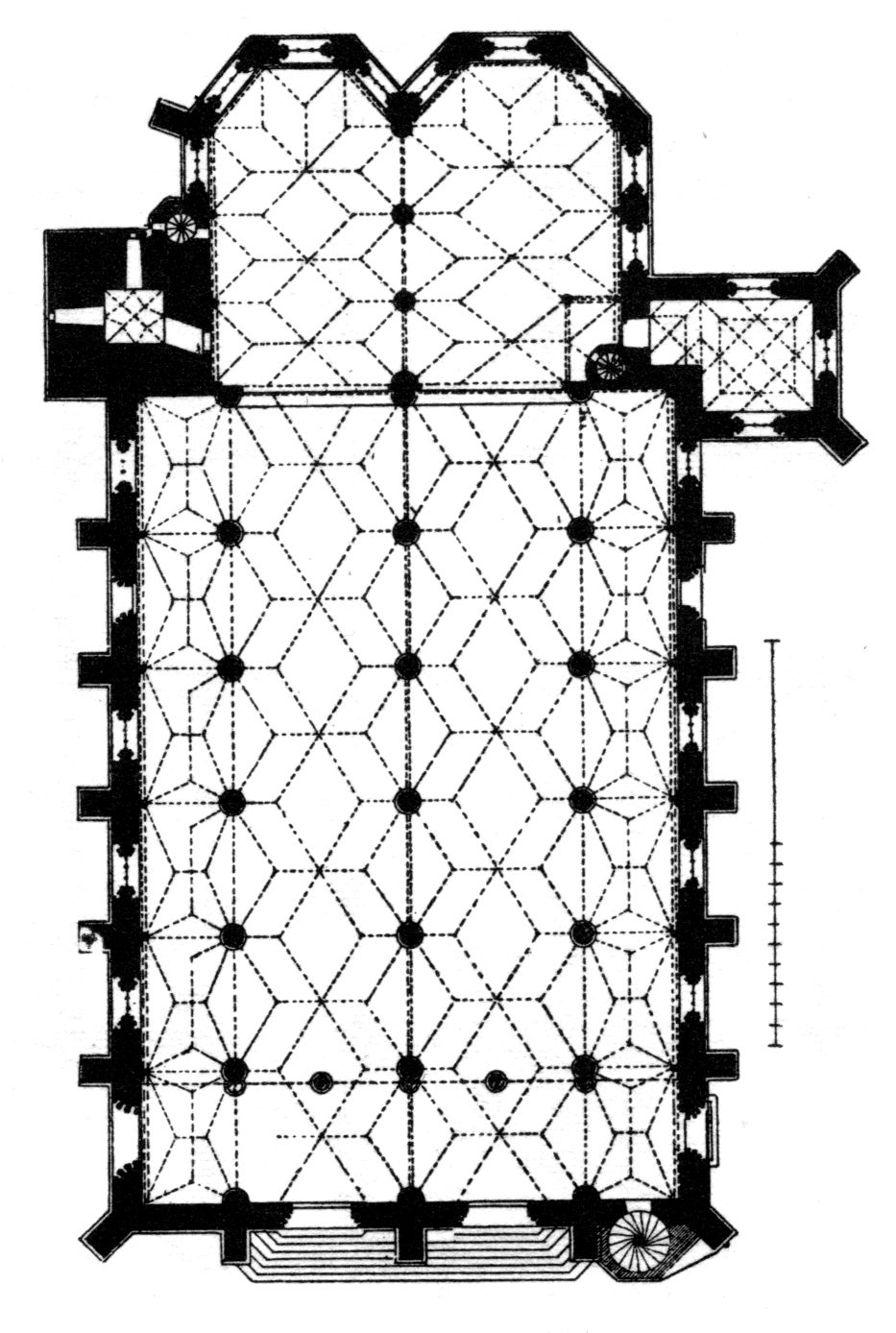
Grundriss (Georg Dehio/Gustav von Bezold, 1887–1901)

Die Kirche besitzt vier Schiffe und bot damit auch am Höhepunkt der Einwohnerzahl ausreichend Platz für Hochämter. Die sozialen Diskrepanzen der Entstehungszeit bedingten, dass zwei völlig unterschiedliche Bevölkerungsgruppen mit einer jeweils eigenen Gerichtsbarkeit aufeinander trafen. Um Auseinandersetzungen während der Messe zu vermeiden, wurde im Mittelgang nach Rattenberger Vorbild bis 1858 eine Holzwand eingezogen, um Bürgertum und Knappen des Silberbergwerks räumlich voneinander zu trennen.
Der „Grafenbogen“
Im Jahr 1500 erwarb Jakob Veit Tänzl das Gelände nördlich der Pfarrkirche samt dem darauf befindlichen alten Gebäude, dem jetzigen Palais Enzenberg, in dem sich heute die Galerie der Stadt Schwaz befindet. Der Adel in Schwaz besaß eine eigene Kirchenloge. Diese Loge wurde 1520 durch den „Grafenbogen“, einem Skyway, der über die Franz-Josef-Straße führt, horizontal erschlossen. Von 1700 bis 1705 wurde das in neuen Besitz übergegangene Gebäude von den Grafen Tannenberg zum Palais im Barockstil erweitert und umgebaut. Am Anfang des 19. Jahrhunderts ging es in Besitz der Grafen von Enzenberg über und ist seit dem Jahr 2000 samt Bogen im Besitz der Albrecht-Enzenberg-Privatstiftung.
Der Alte Glockenturm

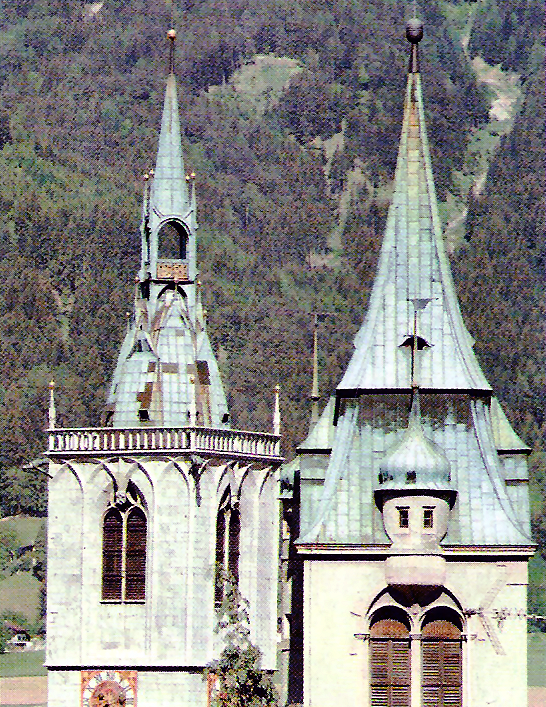
Der Alte Glockenturm (links) und der Neue Glockenturm (rechts)

Die Kirche selbst besitzt am Langhaus nur einen fertiggestellten Turm, den nördlichen „alten Glockenturm“ mit 72 Metern Höhe. Dieser wird wegen eines nördlichen Überhangs von etwa einem Meter und dem daraus resultierenden statischen Risiko als solcher nicht mehr benutzt. Bereits 1558 wurden Schäden festgestellt. 1904 wurde das Läuten per Erlass untersagt.
Heute befinden sich im „Alten Glockenturm“ noch lediglich zwei kleine Glocken, eine Graßmayr-Glocke von 1761 sowie eine Signalglocke aus dem 17. Jahrhundert.
Seit etwa Ende der 1920er Jahre befand sich auf dem Umgang über der Glockenstube eine Motorsirene, welche 2019 durch ein modernes Gerät ersetzt wurde.
Der Neue Glockenturm
Der Neue Glockenturm befindet sich nicht an der Kirche selbst, sondern etwa 80 m entfernt südöstlich in der Winterstellergasse mit angeschlossenen Kulturräumlichkeiten. Der aus dem Läuteverbot resultierende Missmut der Bevölkerung führte Anfang des 20. Jahrhunderts so weit, dass aus Protest sonntäglich auf der Straße mit Kuhglocken geläutet wurde. 1906 wurde daher in den alten Turm ein neuer Glockenstuhl eingebaut. Dieser brachte aber keine Verbesserung, was ein vorübergehend erlaubtes provisorisches Läuten zeigte. Das Provisorium wurde 1907 eingestellt. Dies führte zum Beschluss, einen neuen Glockenturm zu errichten. Eine Arbeitsvergabe zum Bau eines neuen Turmes wurde im April 1910 verabschiedet. Die Planung hatte der damalige Stadtbaumeister Franz Xaver Ruepp. Im Zuge des Baus wurde auch der Glockenstuhl von 1906 in den neuen Glockenturm verlegt.

## Ausstattung

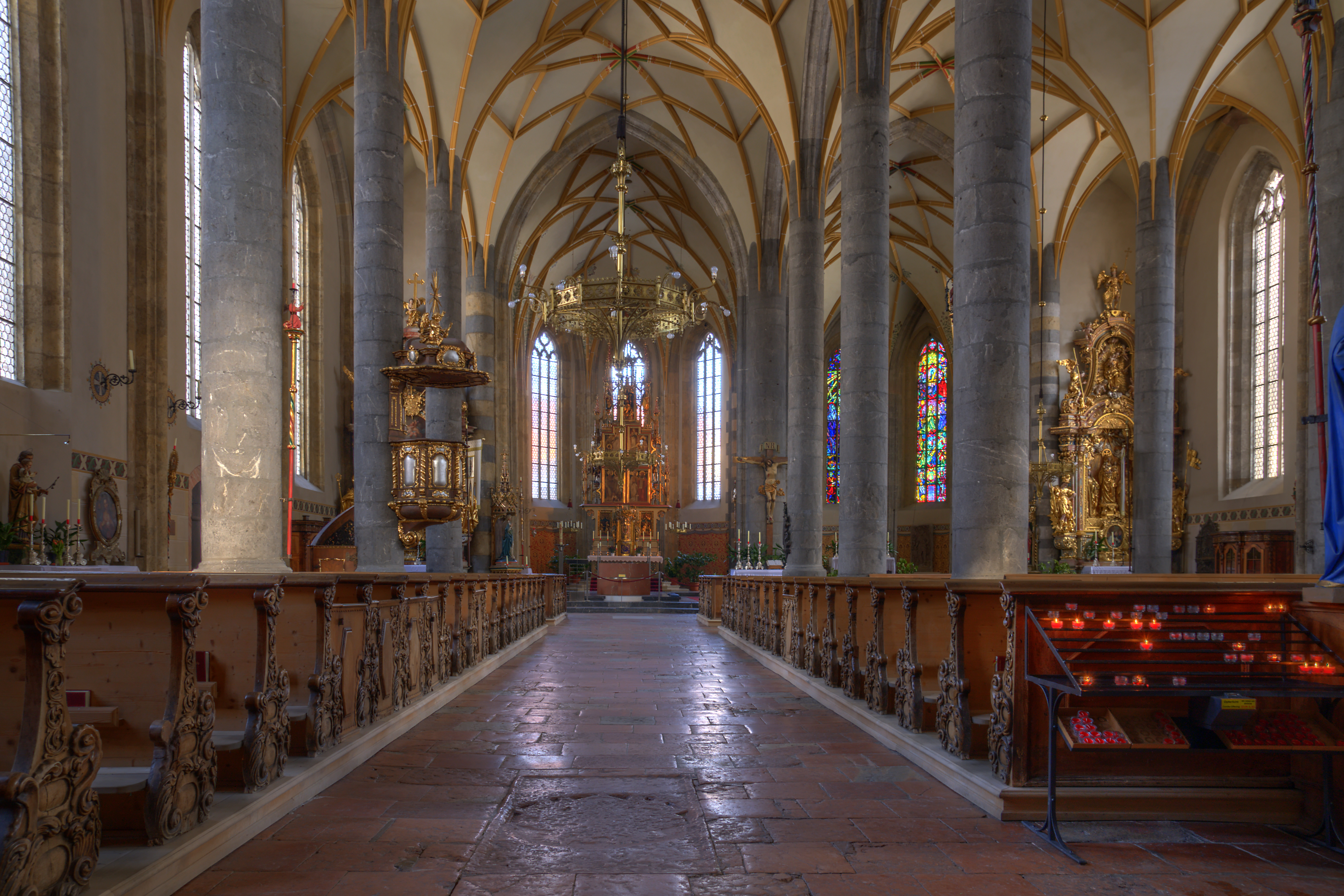
Blick durch das linke Hauptschiff zum Bürgerchor

Anfang des 18. Jahrhunderts wurden zwei neue Hauptaltäre für die zwei Chöre im frühbarocken Stil errichtet. Von 1728 bis 1730 wurde das gesamte Innere durch den Götzner Jakob Singer barockisiert. Kleinteilige Fresken des Marienlebens entstanden gleichfalls im 18. Jahrhundert unter Franz Michael Hueber und Johann Georg Höttinger d. J.
1787 wurde die gotische Einrichtung mit ursprünglich zwölf Altären schließlich komplett entfernt. Erst 1908 erfolgte eine Regotisierung des Kircheninneren. Fast alle Barockaltäre wurden entfernt. Die Gewölberippen aus der Gotik wurden wieder angebracht. Der neugotische Hochaltar wurde 1913 gebaut.
Im gesamten Bau zeigen sich Einflüsse aus Niederbayern und Schwaben, was auf den Bergbau und viele Stifter aus Süddeutschland zurückzuführen ist. Von der originalen Einrichtung ist sehr wenig erhalten.

### Hochaltar

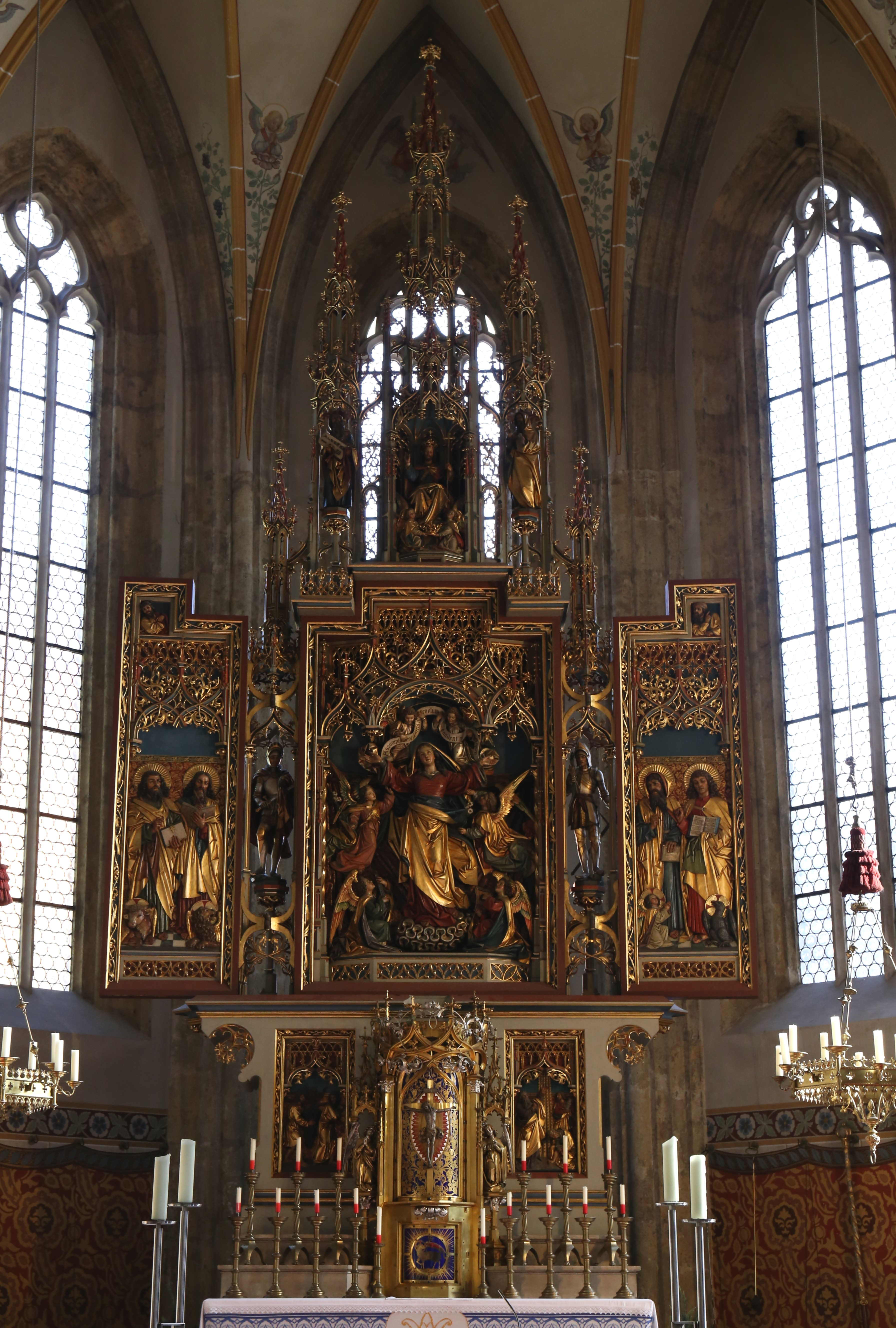
Hochaltar im Bürgerchor

Nach dem Neubau und der Vergrößerung der Kirche wurde 1500 im Bürgerchor ein neuer Hochaltar bei Veit Stoß in Nürnberg in Auftrag gegeben. Der geschnitzte Flügelaltar zeigte im Schrein die Himmelfahrt Mariens und die ihr nachblickenden Apostel. 1648/52 wurde dieser Altar durch einen frühbarocken Altar ersetzt, der ein gemaltes Altarbild der Himmelfahrt besaß, darunter aber die Apostelgruppe von Veit Stoß übernahm. Die restlichen Skulpturen wurden von Michael Gasser geschaffen. 1805 wurde statt diesem Altar ein einfacher klassizistischer Altar aufgestellt, der von Eberhard Zobel entworfen wurde und die Seitenstatuen der hll. Ingenuin und Albuin vom barocken Altar übernahm. Das Altarbild der Himmelfahrt Mariens stammte von Joseph Schöpf und hängt jetzt an der inneren Turmwand.
Der heutige Hochaltar wurde im Zuge der Regotisierung 1911–1913 geschaffen. Der Entwurf stammte von Josef Schmid, der architektonische Teil wurde vom Altarbauer Ludwig Plattner aus Stans ausgeführt. Der Flügelaltar zeigt im Schrein die Himmelfahrt Mariens, auf den Flügeln Reliefs der vier Evangelisten. Im Gesprenge befinden sich die Statuen Christus Pantokrator, flankiert von Mose und Elija, in der Predella Reliefs der biblischen Kundschafter und des Mannaregens. Alle diese Skulpturen wurden von Alois Winkler geschaffen. Die Statuen der hll. Sebastian und Martin links und rechts des Schreins stammen von Franz Kobald. An den Außenseiten der Flügel befinden sich von Emanuel Raffeiner gemalte Darstellungen, die oben den hl. Dominikus und die Brixner Diözesanpatrone Kassian, Ingenuin und Albuin vor der Rosenkranzkönigin und unten die vier großen abendländischen Kirchenväter zeigen. Der vergoldete und stellenweise versilberte Tabernakel ist ein Werk des Goldschmieds Jakob Rappel.

### Weitere Altäre

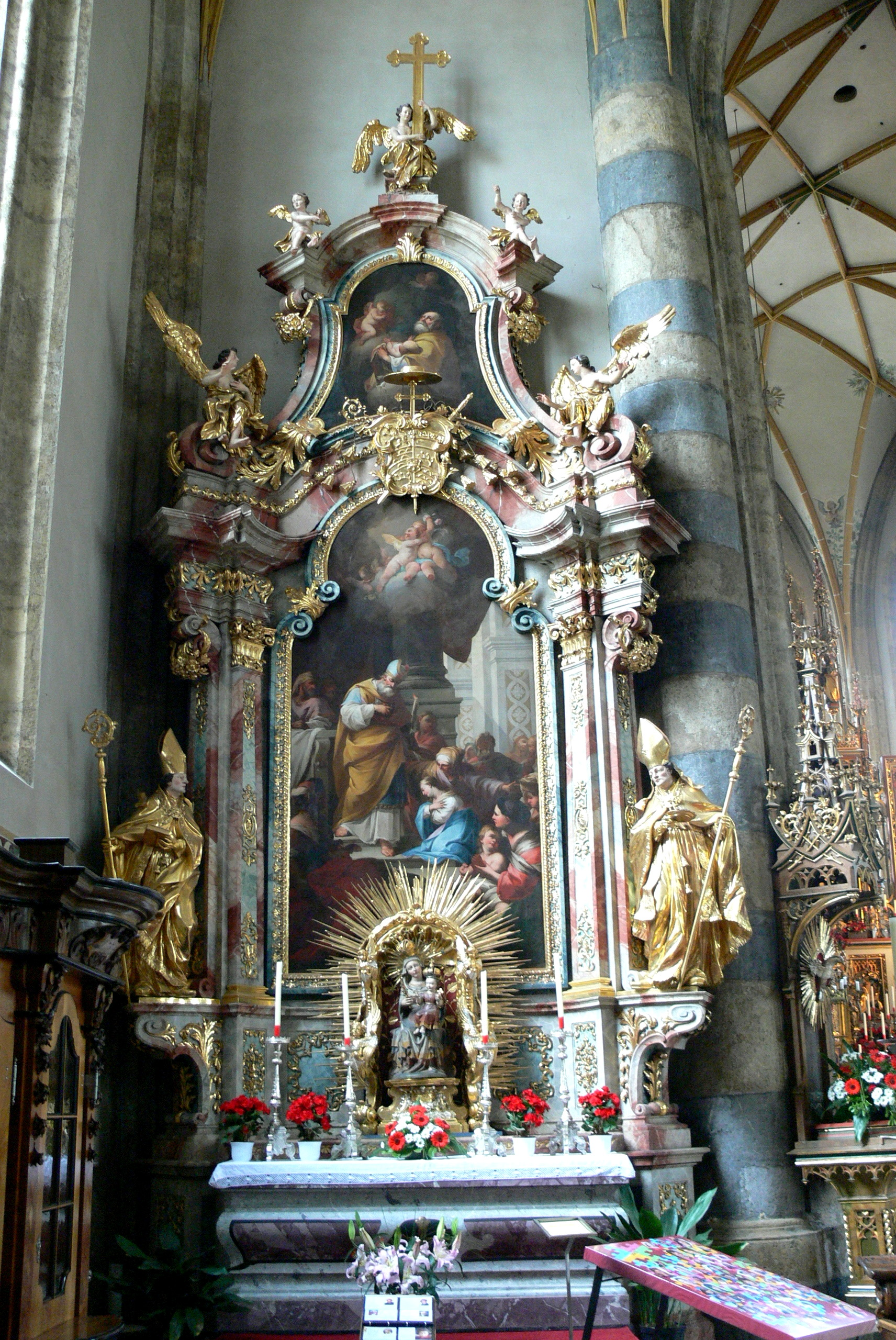
Marienaltar

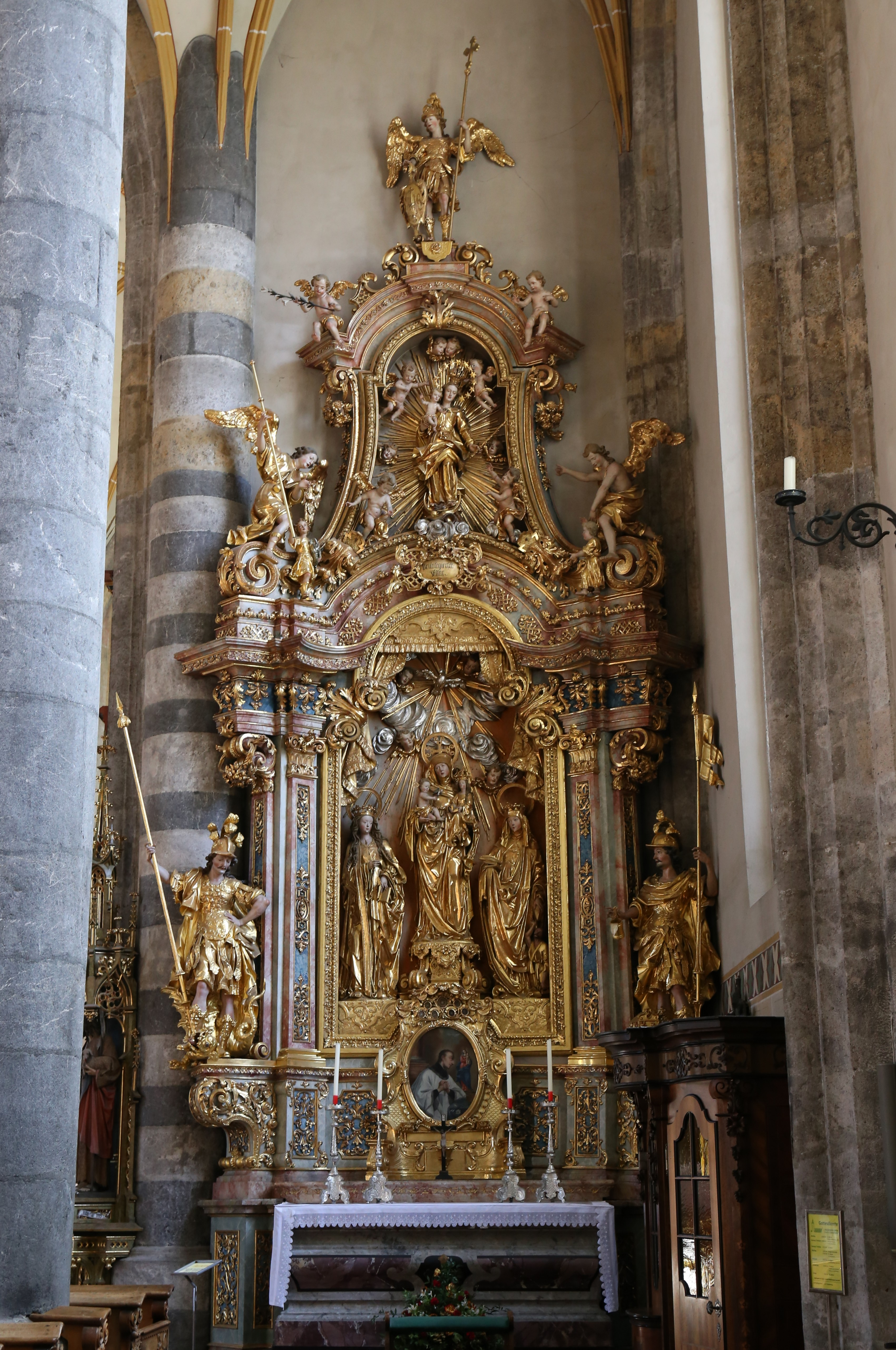
Annenaltar

Der Hochaltar im Knappenchor wurde 1500 bis 1518 von Ulrich Vaist aus Landsberg als Apostelaltar geschaffen. Dieser wurde 1785 durch einen spätbarocken Altar ersetzt, dessen Plastiken von Franz Xaver Nißl und dessen Altarbild des Letzten Abendmahls 1788 von Ignaz Baur aus Augsburg geschaffen wurde. Bis auf das Altarbild, das sich heute auf der Orgelempore befindet, ist davon nichts erhalten.
Am östlichen Ende des Langhauses befinden sich drei Seitenaltäre. Der Marienaltar oder Firmianaltar auf der linken Seite wurde 1730 vom Salzburger Erzbischof Leopold Anton von Firmian gestiftet und von Salzburger Künstlern gestaltet. Der Bau erfolgte durch den Hoftischler Simon Baldauf, die Plastiken schuf Josef Anton Pfaffinger. Das den Einfluss Paul Trogers zeigende Altarbild Mariä Opferung und das Aufsatzbild des hl. Josef stammen von Jakob Zanusi. Auf dem Altartisch befindet sich eine sitzende Madonna mit Kind im weichen Stil um 1410 in einem barocken Gehäuse.
Der Annenaltar auf der rechten Seite ist der Bergwerkspatronin Anna geweiht und wurde 1730 vom Schwazer Kunsttischler Johann Bartlme Alter gebaut. Die flankierenden Statuen der hll. Florian und Georg sowie die Madonna und Engel im Aufsatz sind ein Werk von Gregor Fritz. An der Stelle des deponierten Altarbildes von Johann Georg Dominikus Grasmair befinden sich die Schreinfiguren des gotischen Vorgängeraltars: Anna selbdritt flankiert von den hll. Ursula (urspürglich Barbara) und Elisabeth. Die Figuren sind typisch für die Allgäuer Spätgotik, sie stammen vielleicht von Christof Scheller aus Memmingen aus der Zeit um 1510.
In der Mitte zwischen den beiden Hauptschiffen steht der Kreuzaltar mit einem um 1503 entstandenen großen Kruzifix, das vermutlich schwäbischer Herkunft ist.

### Fenster

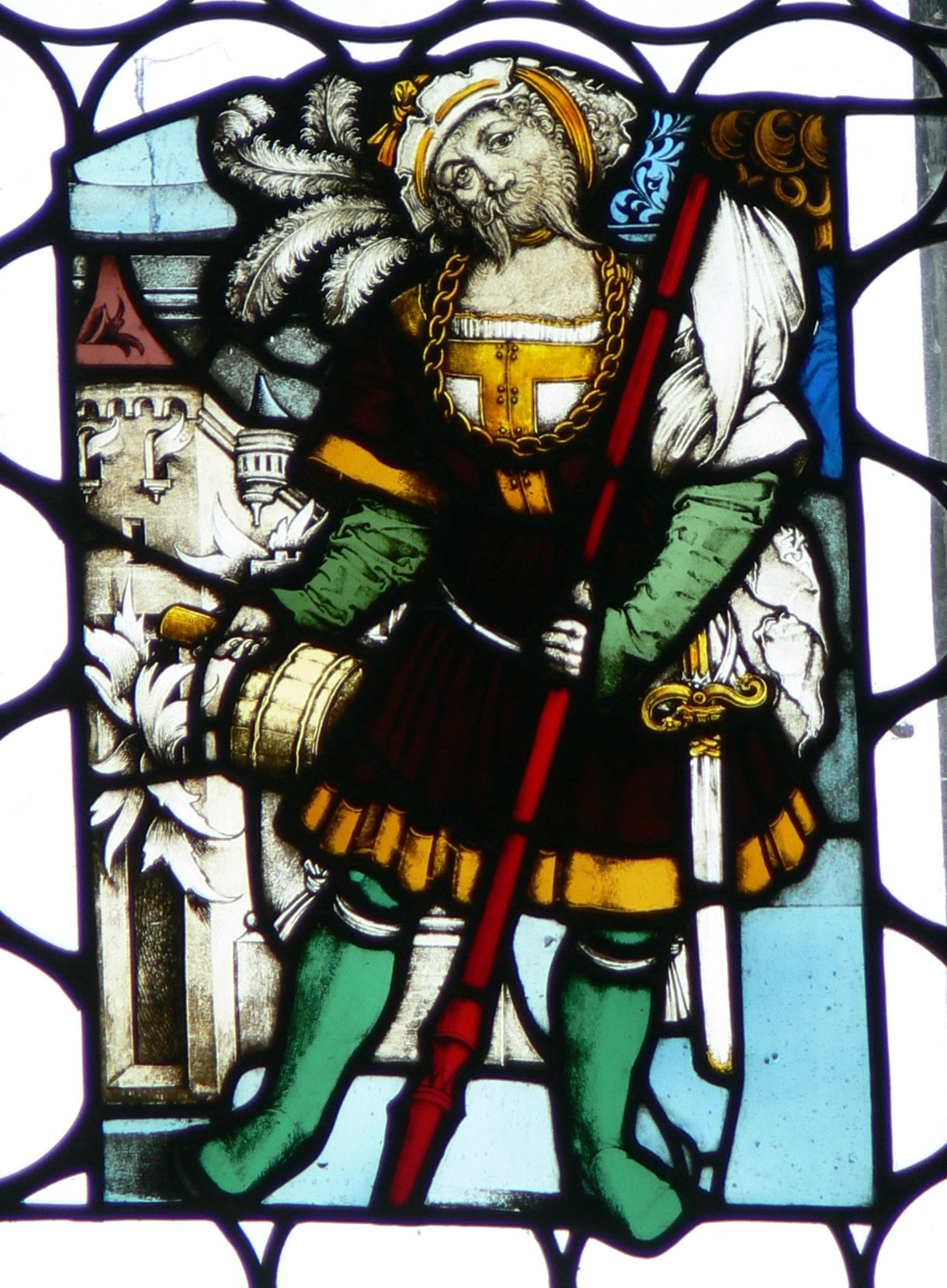
Buntglasfenster hl. Florian

In den rückwärtigen Langhausfenstern finden sich Reste früherer Glasgemälde, links zwei Madonnenscheiben um 1500, rechts vier Scheiben eines Bäcker- und Müllerfensters mit den hll. Florian und Blasius aus dem Umkreis des Hans Wertinger um 1515/20. Ein weiteres Fenster der Südseite wurde 1506 von der Knappenbruderschaft gestiftet und zeigt den Bergwerkspatron Daniel in der Grube von Gumpolt Giltlinger aus Augsburg. Die drei großen Glasgemälde im Chorschluss des Knappenchors zeigen das Marienleben, die Kreuzigung sowie die Himmelfahrt Mariens, sie wurden von 1952 bis 1959 von Fred Hochschwarzer geschaffen.

### Weitere Ausstattung

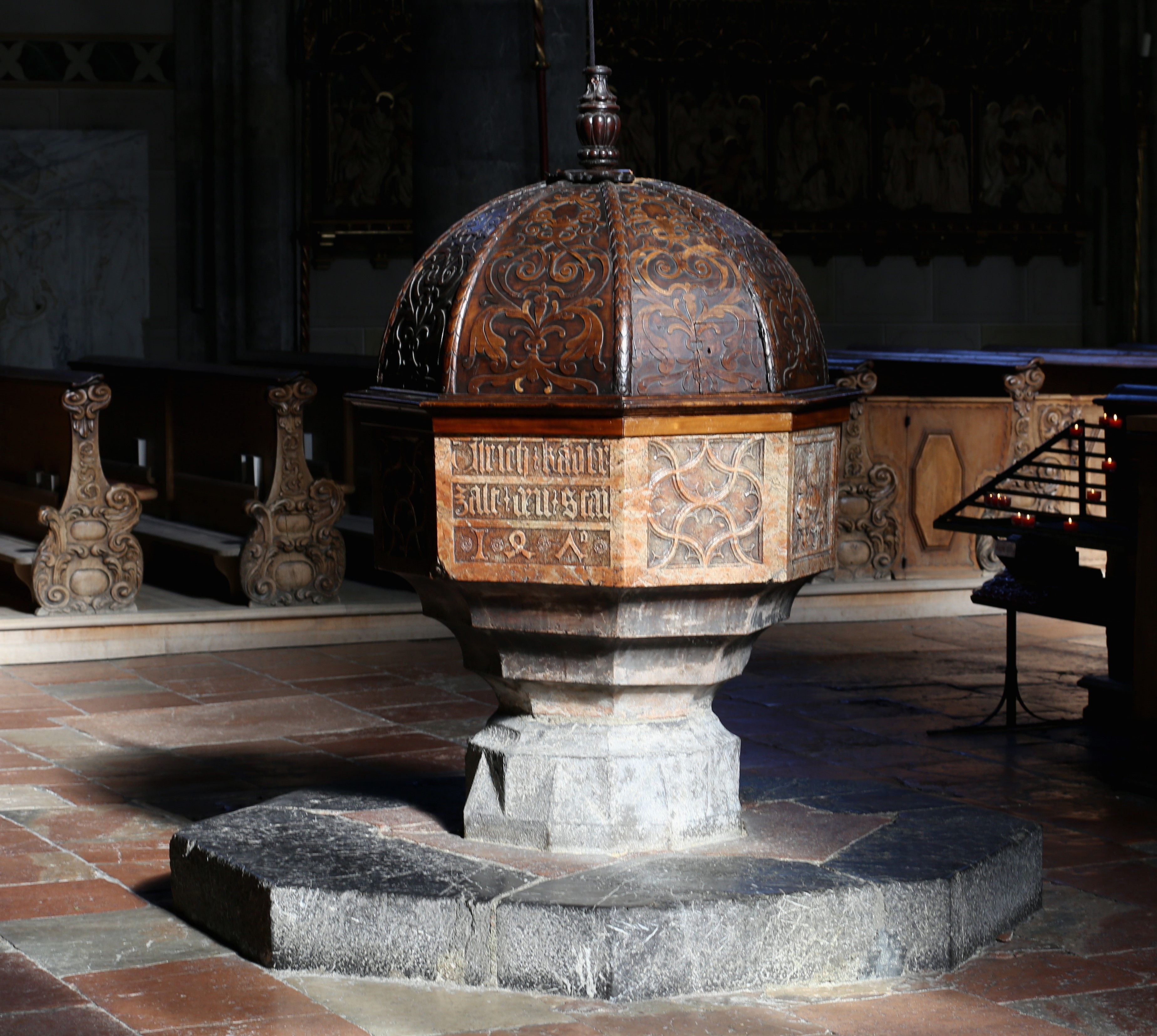
Taufstein

Die barocke Kanzel stammt von Hans Hörner aus dem Jahr 1685. Sie weist ein originelles, aus Blech ausgeschnittenes Gitter an der Stiege auf.
Vor einem barocken Kruzifix an der mittleren Säulenreihe steht der Taufstein aus rotem Marmor, der von Meister Christian Nickinger aus Rattenberg geschaffen wurde. Die Reliefs an den Seiten zeigen Maßwerk, Maria mit Kind, Johannes den Evangelisten, die Taufe Jesu, sowie die Stifterinschrift von 1470 („Ulrich Kandler / zalt den stain / 1470“). Er ist mit einer Renaissance-Haube abgedeckt.
Die Kreuzwegreliefs wurden von 1895 bis 1913 von Franz Kobald geschaffen.

### Glocken
Das Geläut befindet sich im Neuen Glockenturm und stellt mit insgesamt 8 Glocken eines der größten und klangvollsten im Bundesland dar. Besonders interessant ist die 4480 kg schwere Maria Maximiliana, auch Schwazer Löfflerin genannt, da sie aus der Meisterhand Peter Löfflers stammt. Ein weiterer Name der in a0 +2 gestimmten Glocke ist Schwazer Besen, da sie nach apotropäischem Brauch bei Unwettern geläutet wird, um diese zu vertreiben (Wetterläuten). Die Maximiliana trägt die 61 Wappen des Habsburgerreiches zur Zeit Maximilian I. Die Glocke wurde Anfang des Ersten Weltkriegs erfolgreich durch Verstecken vor dem Einschmelzen durch das Militär bewahrt. Maria Maximiliana ist die größte, noch erhaltene gotische Glocke in Österreich.
Die zweitgrößte Glocke Zwölferin, ebenfalls von historischem Wert, wurde 1641 gegossen. Weitere vier Glocken entstammen der Glockengießerei Bühl aus Bad Häring. Die beiden kleinsten Glocken wurden im 18. Jhdt. gegossen.
| Nr. | Gießer                 | Gussjahr | Nominal |
| --- | ---------------------- | -------- | ------- |
| 1   | Peter Löffler          | 1503     | a0      |
| 2   | Gyot & Reichart        | 1641     | c1      |
| 3   | Glockengießerei Bühl   | 1959     | d1      |
| 4   | Glockengießerei Bühl   | 1959     | e1      |
| 5   | Glockengießerei Bühl   | 1959     | g1      |
| 6   | Glockengießerei Bühl   | 1959     | a1      |
| 7   | Johann Paul Schellener | 1731     | c2      |
| 8   | Josef Grassmayr        | 1761     | g2      |

### Orgel

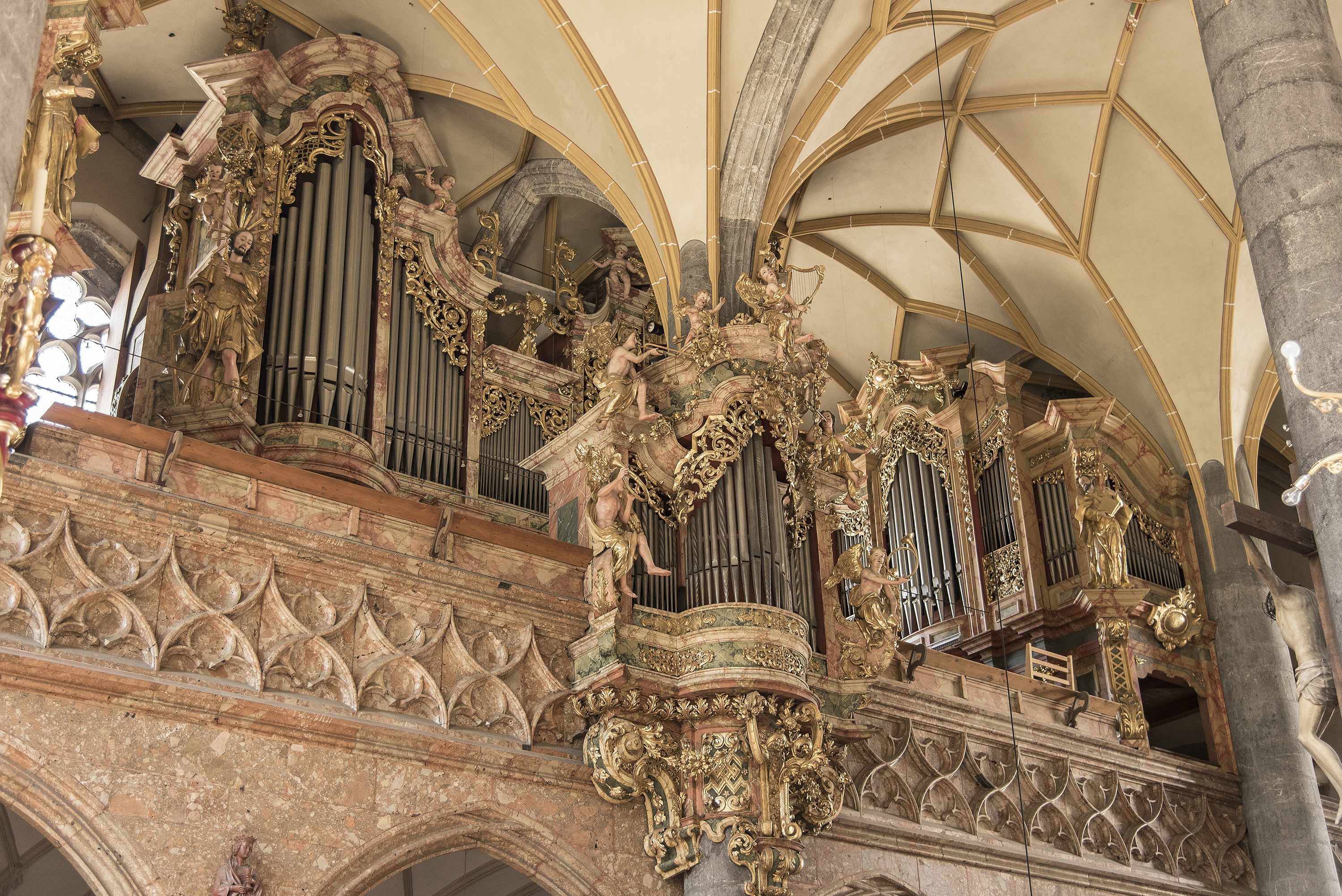
Gesamtansicht der Orgel

Die viermanualige Orgel der Pfarrkirche ist eine der größten Orgeln Tirols. Der Bau der Barockorgel, deren Gehäuse erhalten sind, erfolgte von 1728 bis 1735 durch Fr. Gaudentius Köck. Der figurale Schmuck, neun musizierende Engel am Rückpositiv sowie Statuen des Königs David und der hl. Cäcilia, Engel und Vasen an der Hauptorgel, wurde von Gregor Fritz geschaffen.
1897 erbaute Franz Reinisch II. eine neue Orgel mit 44 Registern und pneumatischen Kegelladen in das alte Gehäuse; außerdem erhielt die Orgel einen elektrischen Balgantrieb (4 Schöpfer). Von 1909 bis 1910 wurde die Orgel durch Karl Reinisch auf 65 Register erweitert. Dies umfasste den Zubau der beiden Gehäuse an den Seitenwänden der Empore für das II. und III. Manual (beide schwellbar) samt Positiv (spielbar auf II. oder III. Manual) mit Ergänzungen auf pneumatischen Taschenladen.
1969 fand ein weiterer Umbau durch Reinisch-Pirchner statt. Es erfolgte eine Reduzierung auf 45 Register und die Einbeziehung des Rückpositivs als IV. Manual auf elektrischer Schleiflade. Eine Umgestaltung des Klangbildes in Richtung des Neobarock wurde hierbei angestrebt.
2024–25 wird die Orgel durch Rieger Orgelbau restauriert und erweitert mit dem Ziel, den Zustand von 1910 wiederherzustellen. Dabei soll darüber hinaus das damals leerstehende Rückpositivgehäuse mit 4 mitteltönig gestimmten Registern erweitert werden.

## Totenkapelle

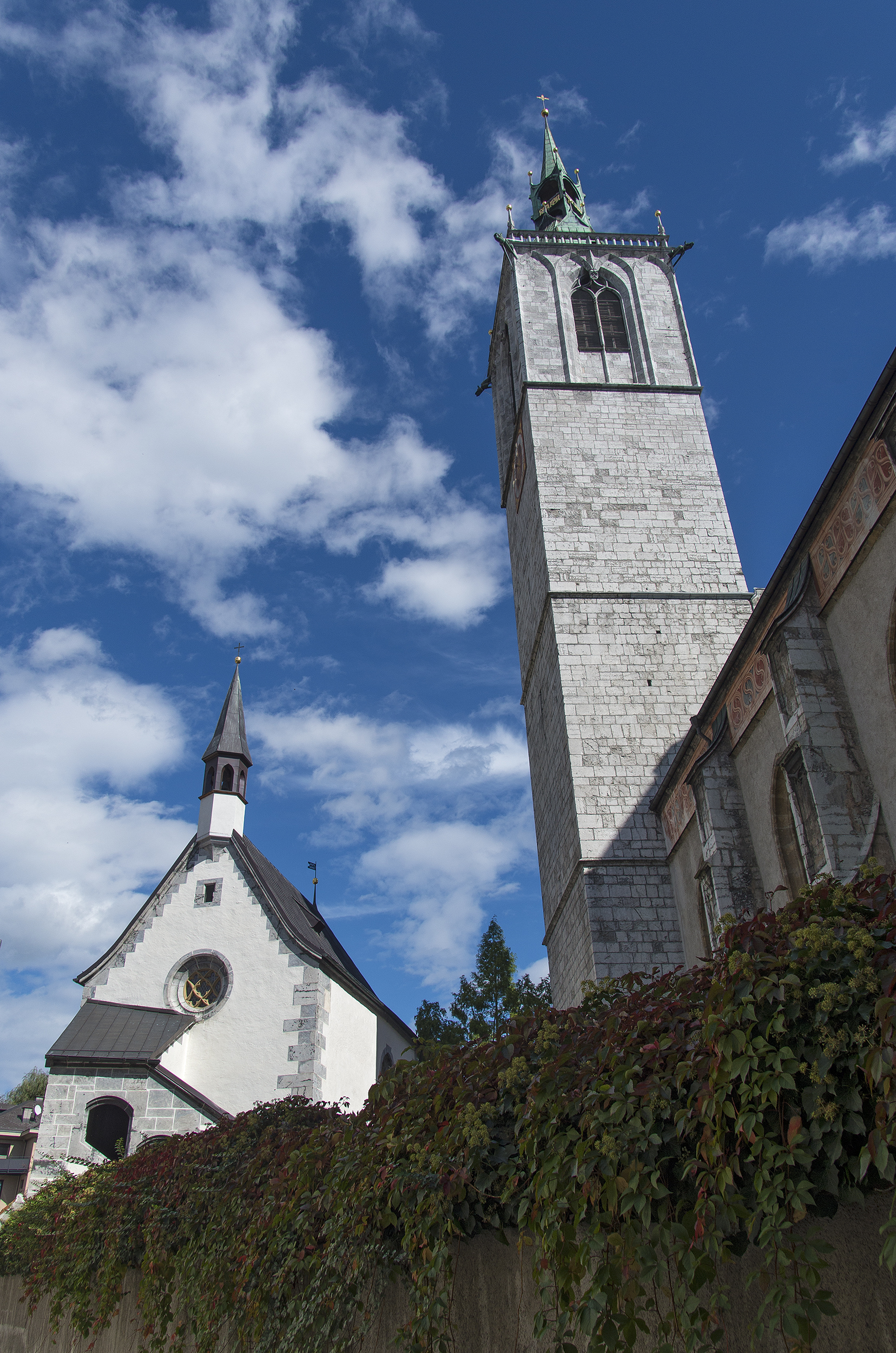
Nordturm (rechts) und Totenkapelle (links)

Auf dem Grund der Pfarrkirche, direkt vor dem Nordportal, befindet sich die Doppelkapelle St. Veit und St. Michael, deren Bau 1502 begann und die 1509 eingeweiht wurde. Ursprünglich gelangte man in die Veitskapelle im Obergeschoß über eine Wendeltreppe. Später wurde an die Westfassade eine Stiege angesetzt, welche an eine Loggia erinnert.

## Stadtpark
Der Platz südöstlich der Kirche wurde bereits ab dem 15. Jahrhundert als Friedhof genutzt. Zwischen 1858 und 1860 wurden die größtenteils bis heute erhaltenen Arkaden rund um den Platz errichtet. Der Südteil der Arkaden wurde am 15. Dezember 1944 durch Bombenabwurf zerstört. Im Zentrum der Parkanlage befindet sich eine Lichtsäule (Bildstock mit Laterne), oberhalb davon ein lebensgroßes Christus-Kreuz des Bildhauers Anton Steger (1856).
1960 wurden Beerdigungen aus Platzgründen eingestellt. Im Ortsteil St. Martin entstand ein neuer Friedhof.
1977 wurden die letzten Reihengräber aufgelassen. Die Urnengräber in den Arkaden sowie einige Gruften bestehen bis heute. Seit demselben Jahr dient der „Alte Friedhof“ als Stadtpark.